# Brotherhood (The Doobie Brothers)
Brotherhood è l'undicesimo album discografico in studio del gruppo musicale rock statunitense The Doobie Brothers, pubblicato nel 1991.

## Tracce
1. Something You Said (M. Lunn,  A. Gorrie) – 4:48
2. Is Love Enough (J. L. Williams, W. Richmond) – 4:40
3. Dangerous (Simmons) – 5:06
4. Our Love (Jerry Lynn Williams) – 4:32
5. Divided Highway (Simmons, Fox, Peterik) – 3:50
6. Under the Spell (Peterik, Syniar, Wertico) – 4:23
7. Excited (Johnston, J. L. Williams) – 5:02
8. This Train I'm On (Simmons, D. Ockerman) – 3:55
9. Showdown (Johnston) – 4:20
10. Rollin' On (Johnston) – 4:15

## Formazione
Gruppo
- Tom Johnston - chitarra, voce
- Patrick Simmons - chitarra, voce
- Tiran Porter - basso, voce
- John Hartman - batteria, voce
- Michael Hossack - batteria, percussioni